# Caio Rangel
Caio Rangel da Silva (* 16. Januar 1996 in Rio de Janeiro) ist ein brasilianischer Fußballspieler. Der Stürmer steht bei Goianésia EC unter Vertrag.

## Karriere

### Vereine
Rangel begann seine Karriere beim Olaria AC und wechselte 2007 in die Jugend des CR Flamengo. Im Juli 2014 wurde er vom italienischen Erstligisten Cagliari Calcio verpflichtet, bei dem er einen Vertrag mit einer Gültigkeit bis zum 30. Juni 2018 unterschrieb. Am 19. Oktober 2014 kam er bei einem 2:2 im Heimspiel gegen Sampdoria Genua zu seinem Profidebüt, als er in der 67. Minute für Albin Ekdal eingewechselt wurde. Nachdem er mit dem Verein in der Saison 2014/15 die Klasse nicht halten konnte, wurde er zum FC Arouca in die portugiesische Primeira Liga verliehen. Nach nur einem Ligaeinsatz kehrte er im Januar 2016 nach Cagliari zurück. Im Februar 2016 wurde Rangel bis Jahresende an Cruzeiro Belo Horizonte in die brasilianische Série A verliehen, kam jedoch zu keinem Einsatz. Ende Januar 2017 wurde er an den brasilianischen Zweitligisten Criciúma EC ausgeliehen.
Am 30. Juni 2017 gab Calcio bekannt, dass Caio Rangel an GD Estoril Praia nach Portugal verkauft wurde. Zu Jahresbeginn 2018 kehrte er zu Cruzeiro Belo Horizonte zurück und wurde an AA Ponte Preta verliehen. Nach weniger als einem Monat wurde das Leihgeschäft beendet und Rangel schloss sich bis Ende November 2018 EC Juventude an. Von Ende Januar bis Juni 2019 war Rangel an den Paraná Clube verliehen. Anschließend wechselte er zum Zweitligisten EC São Bento, ehe er sich im Januar 2020 der Associação Ferroviária de Esportes anschloss. Im August 0220 verließ Rangel den Klub. Er ging nach Aserbaidschan, wo er beim Zirə FK einen Vertrag unterzeichnete. Der Kontrakt erhielt eine Laufzeit über ein Jahr mit der Option um eine Verlängerung um ein weiteres Jahr.

### Nationalmannschaft
Rangel nahm mit der brasilianischen U17-Nationalmannschaft im April 2013 an der U17-Südamerikameisterschaft in Argentinien teil. In der Finalrunde belegte er mit dem Team den dritten Platz, womit man sich für die U17-Weltmeisterschaft in den Vereinigten Arabischen Emiraten qualifizierte. Für diese wurde Rangel im Oktober 2013 erneut in den brasilianischen Kader berufen. Er kam in allen fünf Spielen seiner Mannschaft zum Einsatz und erzielte bei den Gruppensiegen gegen die Slowakei (6:1) und Honduras (3:0) jeweils einen Treffer. Im Viertelfinale scheiterten die Brasilianer im Elfmeterschießen an Mexiko.